# Kingencleugh House

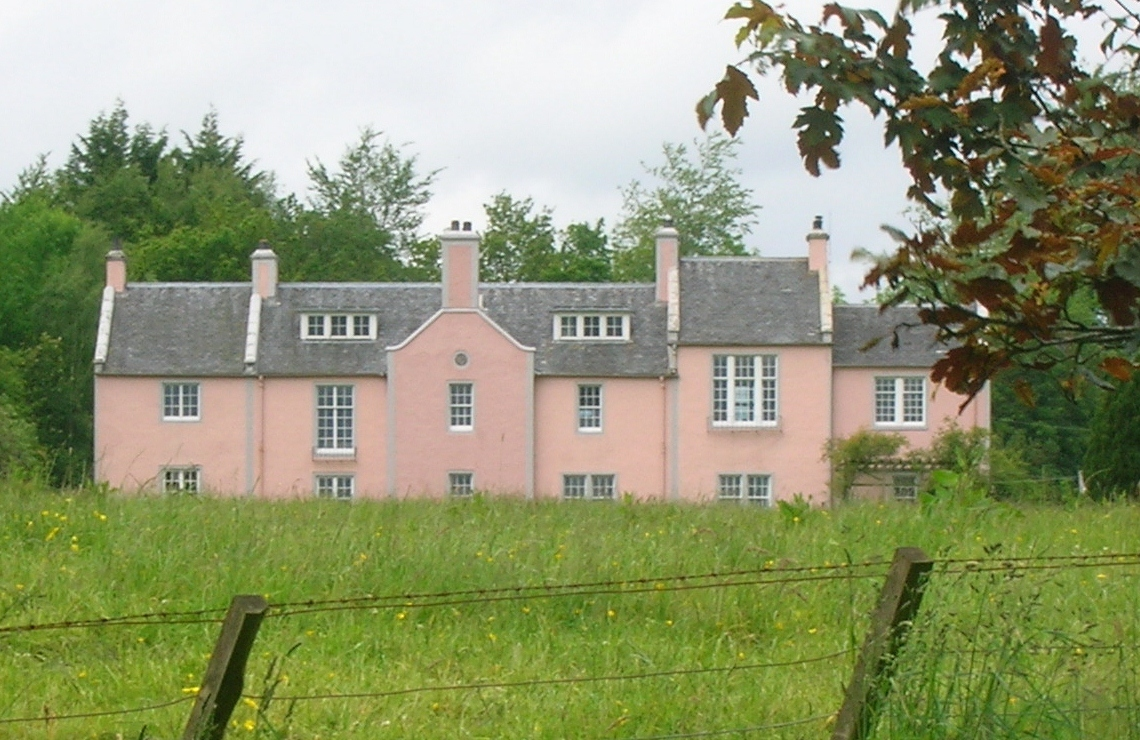
Kingencleugh House

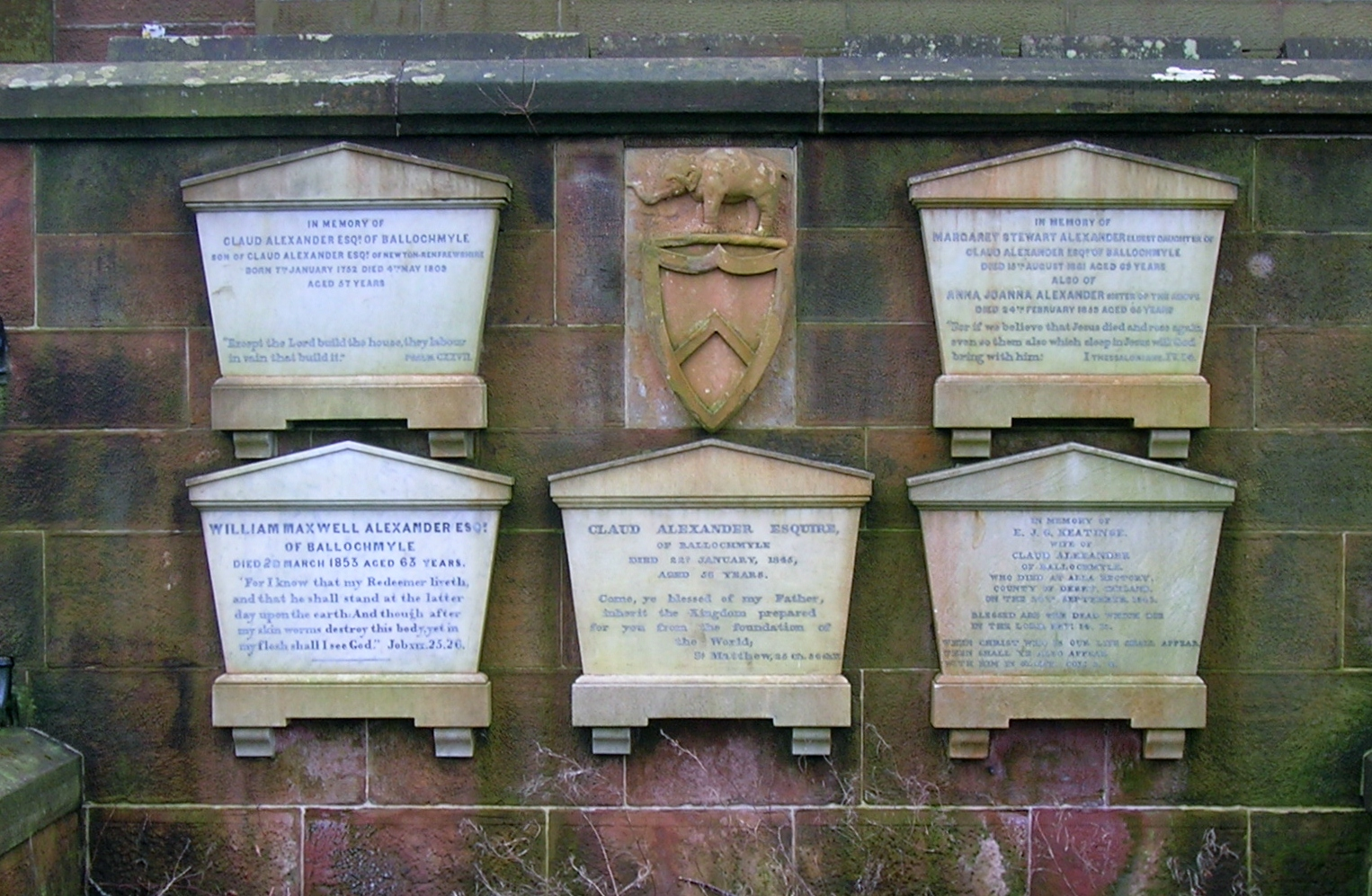
Helmkleinod der Baronets Hagart-Alexander und Grabplatten auf dem Friedhof von Mauchline

Kingencleugh House ist ein Landhaus nahe dem östlichen Teil der Stadt Mauchline in der schottischen Council Area East Ayrshire. Kingencleugh House ist ein historisches Bauwerk der Kategorie C.

## Geschichte
Das Landhaus wurde um 1765 auf dem Gelände der alten Burg Kingencleugh Castle erbaut. 1957 wurde es nach Plänen des Architekten Mervyn Noad als Witwenhaus für das Anwesen Ballochmyle umgebaut.
Das Helmkleinod der Baronets Hagart-Alexander von Ballochmyle, der Erbauer und Besitzer des Landhauses, ist ein Elefant. Er erscheint über dem Eingang zum Landhaus.